# Storia della Repubblica di Turchia
La Storia della Repubblica di Turchia è quella dello Stato successore dell'Impero ottomano creato dopo lo spodestamento dell'ultimo sultano Mehmet VI Vahdettin da parte dell'Assemblea nazionale turca nel 1922. Questo nuovo Stato dette il colpo di grazia all'Impero ottomano che era uscito sconfitto dalla prima guerra mondiale.

## I precedenti

### Impero ottomano
L'Impero ottomano comprendeva i Balcani, la Turchia, il Vicino Oriente arabo, l'Egitto e il Nordafrica, e la sua influenza linguistica e culturale si spingeva fino all'Asia centrale, al Mar Rosso e al Sahara. Dopo un periodo di decentramento politico nel XVII e XVIII secolo, nel XIX gli Ottomani restaurarono un potere centrale forte ed introdussero alcune riforme sociali ed economiche. Fino al 1878 le influenze di inglesi e russi si erano controbilanciate preservando così l'Impero, tuttavia dal 1878 al 1914 la maggior parte dei Balcani divenne indipendente e Russia, Gran Bretagna e Impero austro-ungarico si impossessarono di vari territori ottomani. Alla fine della prima guerra mondiale la divisione dell'Impero ottomano portò alla creazione della Turchia e di vari stati nel Vicino Oriente arabo.
Alla fine del XVIII secolo l'Impero ottomano era in una posizione di inferiorità nei confronti dell'Europa: la Russia aveva conquistato la Crimea, intendeva assorbire territori nei Balcani ed estendere la propria influenza nell'Asia centrale; il Regno Unito aveva affermato la propria influenza nel Mediterraneo e utilizzava l'Impero ottomano come baluardo contro la Russia.
Tra il 1878 al 1908 l'Austria estese la sua influenza su Serbia, Romania e Grecia mentre la Russia sulla Bulgaria. Tra il 1908 del 1913 il processo di smembramento continuò: l'Austria annetté la Bosnia-Erzegovina, mentre gli eserciti balcanici annetterono i territori europei residui lasciando alla Turchia una piccola striscia di terra al di là degli stretti.
Un giovane ufficiale, Mustafa Kemal (più tardi noto come Atatürk), organizzò una società segreta con vari colleghi, ufficiali di stanza a Damasco e, più tardi, con quelli di Tessalonica (Salonicco, attualmente in Grecia). Il gruppo di Mustafa Kemal nel 1907 si fuse con altre organizzazioni per la riforma costituzionalista per il Comitato Unione e Progresso (İttihat ve Terakki Cemiyeti), CUP.
Le potenze straniere, come già accennato prima, colsero l'occasione di questa instabilità politica a Istanbul per prendere varie porzioni dell'impero (l'Austria annetté la Bosnia ed Erzegovina immediatamente dopo la rivoluzione del 1908, la Bulgaria proclamò la sua indipendenza, l'Italia nel 1911 invase la Libia e vi fu la prima guerra balcanica che lasciarono all'Impero ottomano solo una piccola striscia di terra in Europa al di là dello stretto).
Le sconfitte a livello internazionale si rifletterono sulla politica interna. Il governo liberale al potere dal luglio 1912 fu rovesciato nel gennaio 1913 da un colpo di Enver Pascià, e gli elementi più autoritari del movimento dei Giovani Turchi acquistarono il pieno controllo. Nel giugno 1913 scoppiò una seconda guerra balcanica quando i paesi alleati nella Prima guerra balcanica contro l'Impero iniziarono a farsi guerra per dispute territoriali.

### La Prima Guerra Mondiale

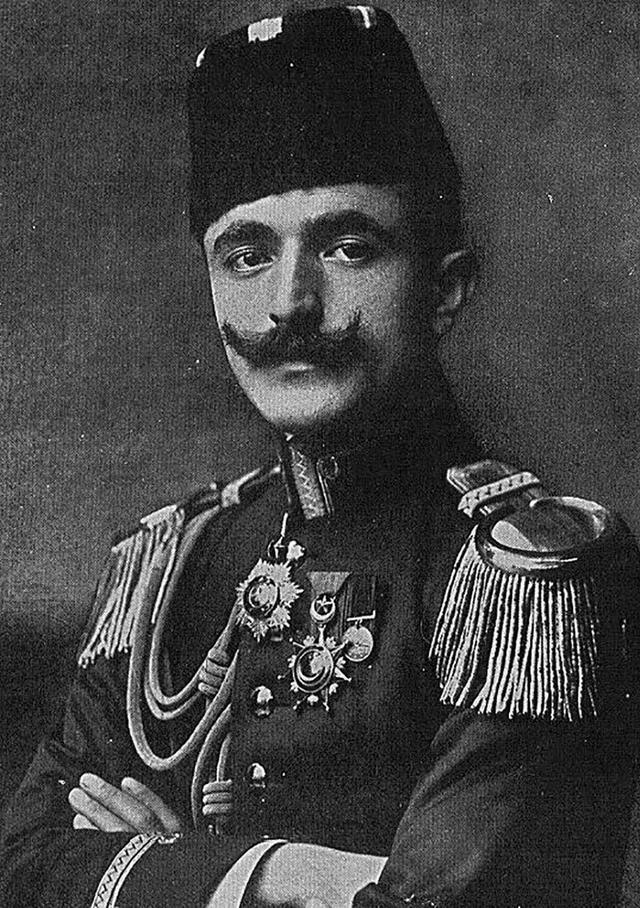
Ismail Enver, leader dei Giovani Turchi

Nel 1914 gli schieramenti iniziavano a delinearsi in modo chiaro in Europa. La Germania era stata pro-ottomana durante le guerre balcaniche. 

Fronteggiando perdite territoriali su tutti i fronti, l'Impero ottomano concluse un'alleanza con la Germania che lo supportò con truppe ed equipaggi. L'Impero ottomano entrò nella prima guerra mondiale a fianco degli Imperi Centrali dopo aver garantito rifugio a due navi da guerra tedesche.
In quattro anni di guerra, l'Impero ottomano aveva mobilitato circa 2,8 milioni di uomini, di cui circa 325.000 furono uccisi in battaglia. Inoltre, più di 2 milioni di civili, compresi turchi e armeni, si ritiene siano morti per cause legate alla guerra. La sconfitta degli Imperi Centrali travolse l'Impero.
A livello di accordi internazionali per reazione all'entrata in guerra della Turchia, erano stati firmati gli Accordi Sykes-Picot (1916) che avevano stabilito che la Francia avrebbe esteso il suo dominio sul Libano, la Turchia sudoccidentale, la Siria settentrionale e l'Iraq settentrionale; a l'Inghilterra toccava il resto dell'Iraq, la sponda araba del Golfo Persico e la Transgiordania; per la Palestina fu previsto un regime internazionale; la Russia avrebbe ottenuto Istanbul e alcune zone dell'Anatolia orientale; all'Italia fu promessa la parte meridionale dell'Anatolia. Per realizzare il progetto di supremazia in Vicino Oriente il Regno Unito promise allo Sceriffo della Mecca (Husayn ibn 'Ali) che sarebbe stato riconosciuto uno Stato arabo indipendente, conquistandosi così le simpatie degli arabi), ma nel 1917 la Dichiarazione di Balfour creò il precedente per la formazione di un focolare nazionale ebraico in Palestina (inimicandosi gli arabi).

## Nascita della Repubblica (1918-1923)

### Lo smembramento dell'impero
Le truppe alleate - britanniche, francesi, italiane, nonché un contingente di greci – occuparono Istanbul e fu permesso loro, secondo le condizioni dell'armistizio, di intervenire nelle aree dove i propri interessi erano considerati a rischio. Durante la guerra, gli alleati avevano negoziato una serie di accordi che non solo delineavano il definitivo smantellamento dell'Impero ottomano, ma anche la ripartizione tra loro di ciò che i nazionalisti turchi avrebbero considerato come la loro madrepatria. In base a tali accordi, alla Russia andava il possesso di Istanbul, degli stretti e l'Anatolia orientale fino a Bitlis, sotto il lago di Van. A Francia e Italia erano state assegnate delle porzioni dell'Anatolia, e la Gran Bretagna aveva promesso Smirne alla Grecia – sebbene già promessa all'Italia - per incoraggiare la Grecia all'entrata in guerra nel 1917.
Il governo bolscevico aveva rinunciato alle richieste zariste quando fece la sua pace separata di Brest-Litovsk, mentre la Gran Bretagna, la Francia, l'Italia e la Grecia ai colloqui di pace di Parigi nel 1919 non fecero altrettanto. Tutti erano d'accordo con i Quattordici Punti del presidente Woodrow Wilson su una Armenia indipendente e un Kurdistan autonomo. Come invece si intendesse mantenere la promessa di una nazione turcofona non era chiaro.
I termini del trattato di pace con l'Impero ottomano furono presentati dagli alleati nel mese di aprile 1920 a Sanremo, in Italia, e vennero sanciti nel Trattato di Sèvres, concluso l'agosto seguente. Il trattato era plasmato sugli accordi stipulati dagli alleati durante la guerra. Inoltre la Francia ricevette un Mandato sul Libano e la Siria (compresa quella che è ora la provincia di Hatay in Turchia) mentre il Mandato della Gran Bretagna riguardava l'Iraq, la Transgiordania e la Palestina. La Tracia orientale, fino a una linea che parte dal Mar Nero e arriva fino al Mar di Marmara, nonché Smirne e i territori vicini sarebbero stati occupati dalla Grecia (la sorte del territorio, secondo l'accordo, sarebbe stata decisa da un plebiscito). Il trattato di Sèvres non fu mai applicato poiché gli eventi in Turchia lo resero presto irrilevante. Inoltre l'Egitto - da tempo resosi autonomo - si affrancò dal dominio turco.

### Il movimento nazionalista
Il sultano fu mantenuto sotto la custodia degli alleati al fine di garantire la collaborazione della amministrazione ottomana, che aveva giurisdizione effettiva solo a Istanbul e nella parte settentrionale dell'Anatolia, mentre gli alleati gestivano il resto dell'Impero. Allo stesso tempo, un movimento nazionalista turco veniva organizzato sotto la guida di Mustafa Kemal Atatürk per resistere allo smembramento delle aree di lingua turca. Atatürk era stato inviato in Anatolia orientale come ispettore generale, apparentemente per controllare la smobilitazione delle forze ottomane e l'esecuzione delle disposizioni degli alleati, ma probabilmente questo fu solo un modo per allontanarlo dalla capitale, dopo che aveva espresso opposizione alle posizioni alleate. Al suo arrivo a Samsun nel maggio del 1919, Atatürk procedé cercando sostenitori per la causa nazionalista e organizzò un esercito nazionalista. Le operazioni di guerriglia contro il governo crebbero gradualmente fino a diventare delle campagne contro l'esercito greco che minacciavano di coinvolgere anche le altre forze di occupazione alleate.

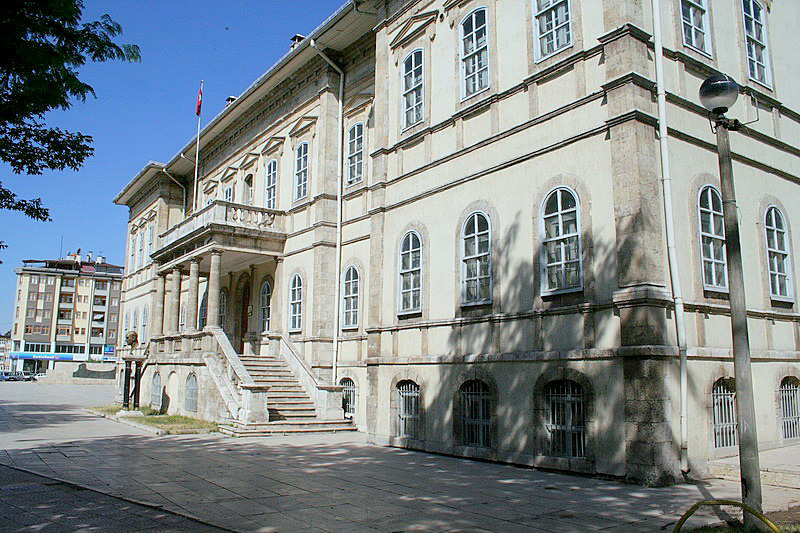
Liceo Imperiale (Sultaniye) del diciannovesimo secolo dove si riunì il Congresso di Sivas, oggi Museo Etnografico

Nel giugno 1919, nella Dichiarazione di Amasya, Kemal affermò che il governo ottomano era illegittimo, e doveva essere sostituito da chi poteva meglio tutelare gli interessi turchi. Kemal ottenne un sostegno significativo da parte della popolazione e dell'esercito. Nel luglio 1919, un congresso nazionalista presieduto da Atatürk si riunì a Erzurum per approvare un protocollo che chiedeva uno Stato turco indipendente. Nel mese di settembre il congresso fu riconvocato a Sivas. nel quale fu eletto un nuovo comitato di rappresentanza. Anche se i delegati espressero la loro fedeltà al sultano-califfo, si impegnarono soprattutto a mantenere l'integrità della nazione turca. Il Congresso Nazionale adottò il Patto Nazionale, che definì gli obiettivi del movimento nazionalista non suscettibili di compromessi. Tra i vari punti vi era la rinuncia delle pretese sulle province arabe, il principio dell'integrità di tutti i rimanenti territori ottomani abitati da una maggioranza musulmana turca, una garanzia per i diritti delle minoranze, la conservazione di Istanbul e degli Stretti, e il rifiuto di qualsiasi restrizione sul piano politico, giudiziario, finanziario e dei diritti nazionali.
I negoziati tra il congresso nazionalista e il governo ottomano andarono avanti, ma senza alcun risultato. Atatürk si dimise dall'esercito una volta terminate le sue funzioni. La designazione di un capo del governo a Istanbul, considerata in sintonia con la causa nazionalista, portò un breve miglioramento nelle relazioni, e il parlamento ottomano, che si riunì nel gennaio 1920, approvò il Patto Nazionale. In risposta a questi sviluppi, le forze di occupazione alleate sequestrarono edifici pubblici e rafforzarono le loro posizioni nella capitale, arrestarono e deportarono numerosi leader nazionalisti, e sciolsero il parlamento.
Queste iniziative alleate portarono a una rapida risposta da parte dei nazionalisti. Nel mese di aprile ad Ankara, in spregio al regime ottomano, fu convocata la Grande Assemblea Nazionale e Atatürk fu eletto suo presidente. La Legge Fondamentale per l'Organizzazione (conosciuta anche come la Legge Organica) fu adottata nel gennaio 1921. Con questa normativa, i nazionalisti proclamarono che la sovranità apparteneva al popolo e che questa veniva esercitata a suo nome dalla Grande Assemblea Nazionale.

### Indipendenza e proclamazione della repubblica
Il Trattato di Pace di Sèvres, firmato il 10 agosto 1920 da parte del governo imperiale, e che definiva nuovi confini dell'impero, fu denunciato dal nuovo governo. Il governo ad interim, guidato dal generale Mustafa Kemal, tentò di recuperare le parti del territorio che erano state cedute dal trattato.
La giovane repubblica firma nel 1921 il Trattato di Kars. Secondo questo trattato, l'Unione Sovietica restituiva alla Turchia il territorio conquistato all'Impero ottomano nel 1878, popolato da tribù armene e curde. La Turchia si impegnava insieme all'Unione Sovietica a mettere fine alle velleità indipendentiste dei popoli del Caucaso. Nello stesso periodo, il movimento nazionalista iniziò la Guerra greco-turca per recuperare le coste occidentali dell'Anatolia. Infine, nella zona sud, in Cilicia (Tarso) riesce a impedire la creazione di una regione autonoma armena sotto protettorato francese, (come invece era stato stabilito nel Trattato di Sèvres)
Conformemente alle richieste degli alleati, i membri del governo ottomano, coinvolti nella deportazione degli armeni di Anatolia in Libano e nel genocidio armeno, erano stati assicurati alla giustizia e condannati, ma il governo non accettò di ritenersi responsabile di un reato commesso sotto il precedente regime. Questo è l'inizio di una controversia storica e politica che dura tutt'oggi.
Il 24 luglio 1923, il Trattato di Losanna, firmato tra il governo di Mustafa Kemal e Regno Unito, Francia, Italia, Giappone, Grecia e Jugoslavia, ridefinì i confini della Turchia e annullò il Trattato di Sèvres. Col nuovo trattato venne eliminata l'opzione di un Kurdistan indipendente e vennero anche eliminate le restrizioni riguardanti le forze armate turche da parte degli alleati.

Il Trattato di Losanna stabilì uno scambio di popolazioni tra Grecia e Turchia: circa tre milioni di persone - i cristiani ortodossi in Turchia - dovettero migrare in Grecia, mentre mezzo milione di musulmani abitanti in Grecia migrarono in Turchia senza considerazioni etniche (la maggior parte non erano turchi, ma perlopiù albanesi çam, vallahadi di lingua greca e pomacchi di lingua bulgara). Dei tre milioni di "Rūmi" (nome turco degli ortodossi), la metà in realtà non andò in Grecia, non in grado di ospitarne tanti, ma negli Stati Uniti d'America.
Il sultanato fu abolito ufficialmente il 1º novembre 1922 e il 29 ottobre 1923 venne proclamata la Repubblica di Turchia e Mustafa Kemal fu subito eletto Presidente.

## Il periodo Kemalista (1923-1938)

### Politica interna

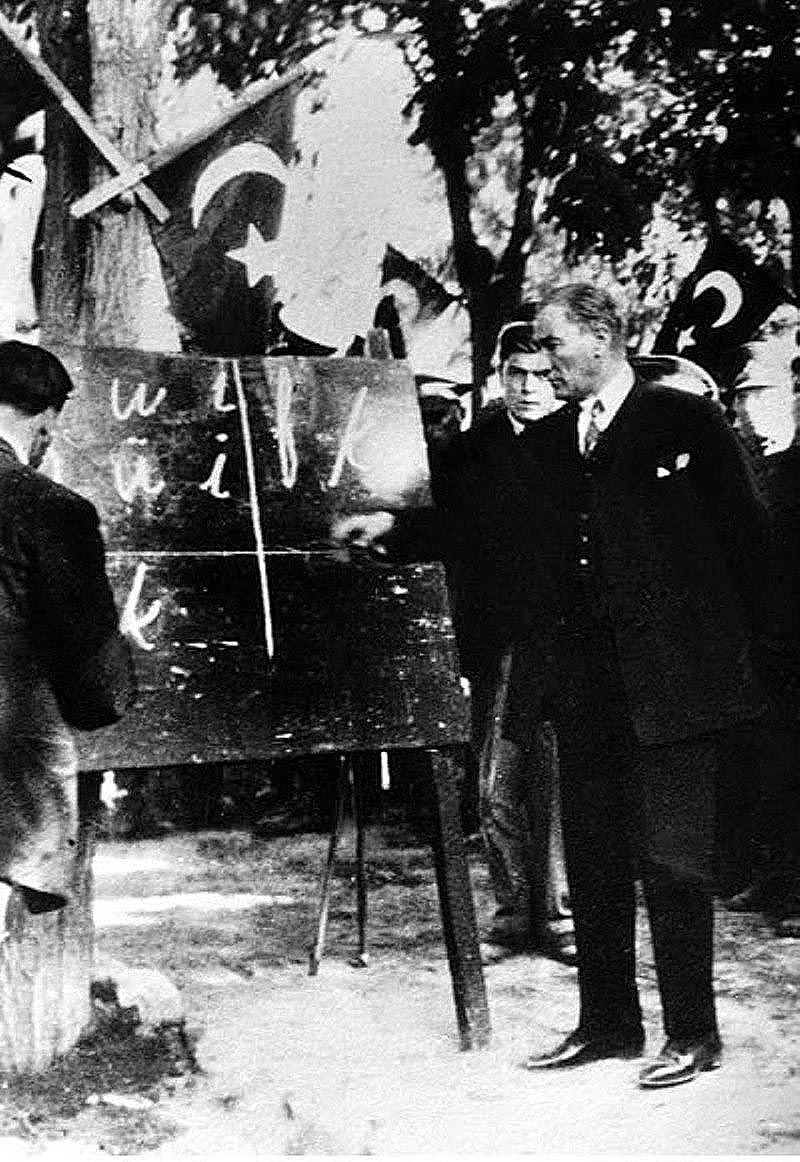
Atatürk riformò la lingua turca, adottando l'alfabeto latino al posto di quello ottomano, di origine araba.

Il generale Mustafa Kemal Atatürk era stato parte del movimento dei Giovani Turchi. Anticlericale e in favore di un forte nazionalismo, il suo modello di riferimento trovava radici nell'Illuminismo e nutriva l'ambizione di creare una moderna forma di civiltà turca. I suoi metodi erano basati su volontarismo e populismo: "con il popolo, per il popolo"; una società unita, senza lotte di classe, ma soprattutto turca.
Durante tutto il periodo e anche oltre, l'esercito rimase il pilastro della nazione e la scuola fu riformata in modo da essere laica, gratuita e obbligatoria. La nuova capitale fu posta ad Ankara, scelta a scapito di Istanbul (due volte capitale imperiale con Impero Romano d'Oriente e l'Impero ottomano). La lingua fu riformata nello stile e nell'alfabeto: l'alfabeto turco ottomano, di origine araba, venne sostituito dall'alfabeto latino nel 1928. Nello stesso periodo la storia fu riscritta per dare radici alla nazione e legarla all'Occidente.
In politica estera, Kemal si impegnò nella neutralità. Risolse nel 1933 un contenzioso con la Grecia, e il caso del Sangiaccato di Alessandretta nel 1938, con la restituzione alla Turchia di un territorio precedentemente affidato ai francesi e annesso al loro Mandato in Siria e Libano.

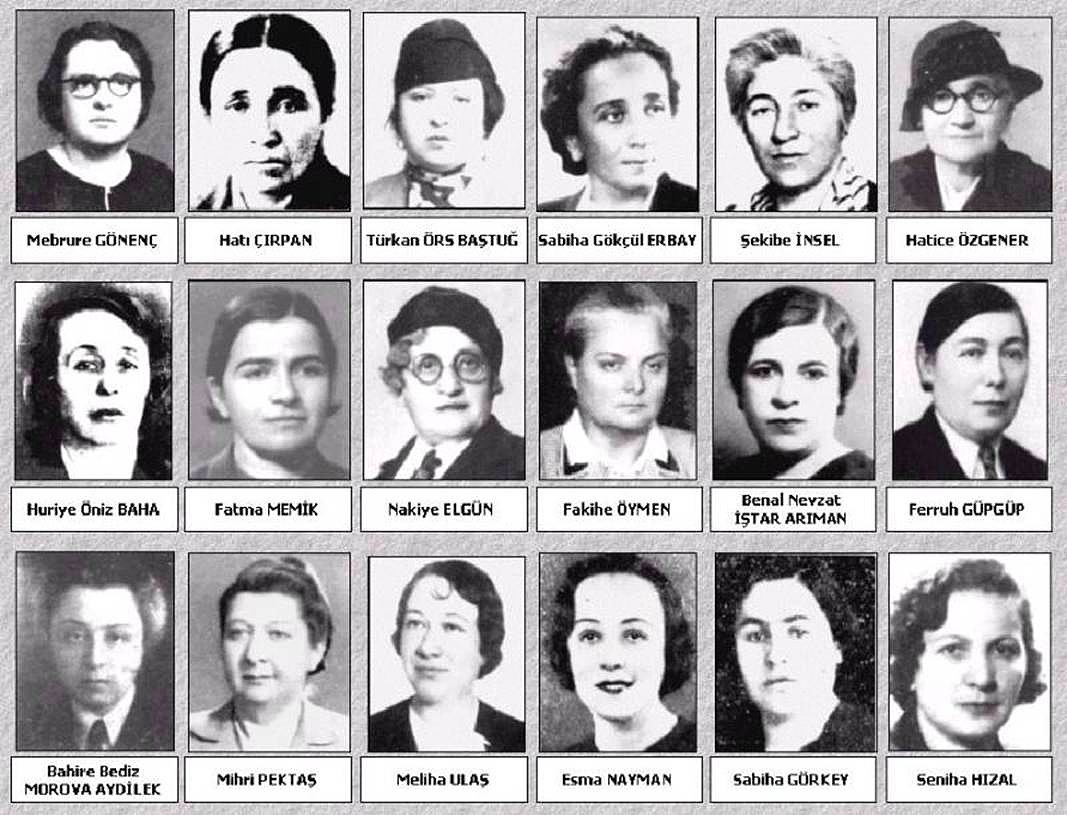
Le prime donne elette al parlamento turco.

Dalla rivoluzione del 1908 le donne uscirono rinforzate. Nel 1919 furono adottate misure per cambiare lo status delle donne: la parità con gli uomini fu riconosciuta nel codice civile, il matrimonio civile obbligatorio, fu introdotto il divieto di poligamia, vietato il ripudio e l'uso del velo, l'iscrizione alla scuola obbligatoria per le bambine, l'assunzione di donne in vari posti di lavoro e così dicendo. Nel 1934 fu riconosciuto dal governo di Atatürk alle donne il diritto di votare e nel 1935 furono elette le prime donne al parlamento turco.
La Turchia kemalista era risolutamente laica. Il califfato fu eliminato il 3 marzo 1924. Questo gesto fu considerato come un sacrilegio da parte del mondo arabo-musulmano. Nel 1928, l'Islam non fu più la religione di Stato e, nel 1937, il secolarismo venne sancito nella Costituzione. Fu adottato il calendario gregoriano, e la Domenica divenne il giorno settimanale di riposo. Proseguendo la secolarizzazione delle leggi cominciata nel 1839 dalle Tanzimat (riforme) dell'Impero ottomano, il regime kemalista adottò nel 1926 un codice civile sulla base del codice svizzero, un codice penale sulla base del codice italiano e un codice commerciale basato su quello Codice tedesco. Il laicismo del regime era pronunciato, ma lo spiritualismo musulmano non fu mai completamente abbandonato. L'Islam e le altre religioni erano inoltre controllate attraverso l'Organo per la Direzione degli affari religiosi, creato nel 1924.
Una grande rivolta curda guidata da Sheykh Sa'id scoppiò nel 1924. Egli condusse le tribù in rivolta a Elâzığ, Maraş e Bitlis e fece affiggere sui muri di Diyarbakır manifesti recenti le seguenti frasi: "Abbasso la Repubblica! Viva il Sultano-Califfo!". La rivolta venne sostenuta anche da una società segreta islamica e da vari giornalisti. Mustafa Kemal decise quindi di inviare nove divisioni e diede ordine ai suoi soldati di reprimere gli insorti. Inviò poi i giudici, dichiarò l'indipendenza dei tribunali e istituì la Corte marziale. Molte delle esecuzioni avvennero in carcere, mentre quarantasei leader della rivolta furono impiccati nella piazza principale di Diyarbakır. Il governo decise anche di eliminare le confraternite sufi, accusate di sostenere la rivolta. Queste sarebbero poi risorte a partire dagli anni '50.

### Politica estera
La politica estera di Atatürk, che aveva come oggetto principale la conservazione dell'indipendenza e dell'integrità della nuova repubblica, fu una politica attenta, prudente, e di successo, in coerenza con le parole di Atatürk, pace a casa e pace nel mondo. Questo orientamento, la cui osservanza era necessario per la stabilizzazione della nazione, divenne la pietra angolare della politica estera turca.
Entro la fine del 1925, erano stati firmati trattati di amicizia con quindici paesi. Tra questi, un trattato ventennale di amicizia e di neutralità con l'Unione Sovietica che rimase in vigore fino all'abrogazione unilaterale da parte dell'Unione Sovietica nel 1945. Successivamente la Turchia aderì al Patto dei Balcani con Grecia, Romania, Jugoslavia per contrastare la politica estera più aggressiva dell'Italia fascista nei Balcani e l'effetto di una potenziale allineamento bulgaro con la Germania nazista.
L'8 luglio 1937, la Turchia, l'Iraq, l'Iran e l'Afghanistan firmarono il Trattato di Sa'dabad che prevedeva tra l'altro il coordinamento della lotta contro la "sovversione" indipendentistica curda.

## La morte di Atatürk e la II guerra mondiale
Atatürk morì il 10 novembre 1938. Dopo la morte il corpo fu trasportato temporaneamente ad Ankara e dopo, nel 1953, tumulato nel mausoleo di Anıtkabir su una montagna nei pressi della capitale. La stabilità della nuova repubblica è evidente se si osserva la tranquillità della successione presidenziale. Il giorno dopo la morte di Atatürk infatti, la Grande Assemblea Nazionale elesse il suo principale luogotenente, İsmet İnönü, presidente, mentre Celâl Bayar, che nel 1937 era succeduto a Inönü come Primo Ministro, continuava a ricoprire quella carica.
La Turchia di İnönü, durante la seconda guerra mondiale, decise di mantenere una politica di stretta neutralità a meno che i suoi interessi vitali non fossero stati minacciati. Così il 18 giugno 1941, quattro giorni prima dell'invasione tedesca dell'Unione Sovietica, firmò un trattato di non aggressione con la Germania nazista. I successi delle forze dell'Asse aumentarono la simpatia verso queste anche nei circoli ufficiali. Nonostante ciò la Turchia non permise mai a navi e ad aerei di passare per il proprio territorio o le proprie acque, e la Convenzione di Montreux (riguardante il passaggio per gli stretti e le acque territoriali) fu applicata in modo scrupoloso.
La Turchia ruppe le relazioni diplomatiche con la Germania nell'agosto del 1944 e nel febbraio del 1945 dichiarò guerra a Germania e a Giappone, condizione necessaria per partecipare alla Conferenza di San Francisco dell'aprile 1945, dalla quale nacque l'ONU e della quale la Turchia risultò così il cinquantesimo membro.

## Periodo multipartitico (1946-1960)
Il vero periodo multipartitico iniziò con le elezioni del 1946, nelle quali i kemalisti si affermarono con una schiacciante maggioranza. Le elezioni del 1950 videro, invece, la vittoria del Partito Democratico, fondato nel 1945. Il governo di Adnan Menderes all'inizio fu molto popolare allentando la stretta sull'Islam e favorendo un boom economico. Durante l'ultima metà degli anni '50 tuttavia l'economia iniziò a declinare e il governo introdusse la censura per reprimere il dissenso. Il governo fu flagellato da alta inflazione e da un grosso debito.
La Carta delle Nazioni Unite fu approvata dalla Grande Assemblea Nazionale nell'agosto 1945, ma durante l'estate il dibattito sulla questione portò la Turchia al primo grande conflitto politico nazionale del dopoguerra. Una proposta fu inserita dal Primo ministro Bayar, Adnan Menderes, e da altri due deputati del Partito Popolare Repubblicano che chiedevano modifiche nella legislazione turca per assicurare l'applicazione interna delle libertà e dei diritti che il governo aveva apparentemente accettato, accogliendo i principi della Carta delle Nazioni Unite. Quando la proposta non fu ammessa, i quattro sostenitori lasciarono il CHP e i loro posti nell'assemblea.
Nonostante il rifiuto della proposta di Menderes, il governo allentò i controlli rispetto al tempo di guerra e si mosse verso un'ulteriore democratizzazione del processo politico. Nel gennaio 1946 venne registrato il Partito Democratico, guidato da Bayar e Menderes, che in seguito divenne il centro principale di opposizione al kemalista Partito Popolare Repubblicano. Le elezioni generali nel luglio del 1946 diedero 62 seggi su 465 al Partito Democratico. Anche se il Partito Democratico rappresentava gli interessi delle imprese private e dell'industria, ricevette un forte sostegno anche nelle aree rurali.
Nelle elezioni generali del maggio 1950, circa l'88% di elettori su un totale di circa 8,5 milioni si recò alle urne, dando al Partito Democratico un'enorme maggioranza. In assemblea, 408 posti andarono al Partito Democratico e solo 69 al Partito Popolare Repubblicano, la cui posizione dominante, ininterrotta fin dalla fondazione della Repubblica, conobbe così un arresto. Bayar fu eletto presidente della nuova assemblea, in sostituzione di Inönü, e Menderes venne nominato Primo ministro. Come previsto, la politica economica del governo Menderes ridusse il ruolo dello Stato e incoraggiò l'iniziativa privata e gli investimenti esteri nello sviluppo industriale.

## Gli anni 60 e '70

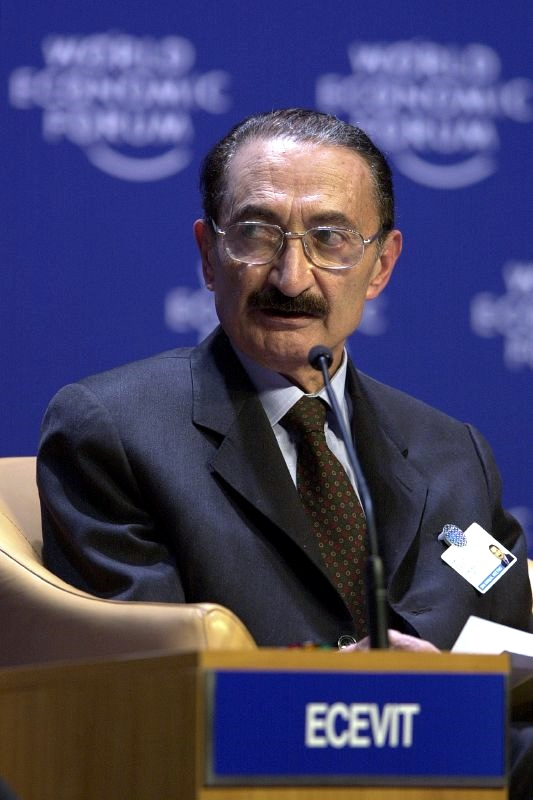
Mustafa Bülent Ecevit

Il 27 maggio 1960 un gruppo di 37 giovani ufficiali militari turchi, che agirono al di fuori della catena di comando dello Stato Maggiore, e orchestrato dal colonnello Alparslan Türkeş realizzarono il 27 maggio 1960 un colpo di Stato militare contro il governo democraticamente eletto del primo ministro Adnan Menderes. 
Il generale Cemal Gürsel rimosse Celâl Bayar dalla Presidenza della Grande Assemblea Nazionale Turca e il Primo ministro Menderes, che fu giustiziato poco dopo, sotto l'accusa di avere ispirato il Pogrom di Istanbul. Il sistema ritornò sotto il controllo civile nell'ottobre 1961.
Nelle elezioni indette in quella data, il Partito Popolare Repubblicano prevalse con il 36,7% precedendo il Partito della Giustizia. Il 20 novembre İsmet İnönü venne chiamato a guidare un governo di coalizione come nuovo Primo ministro, mentre Cemal Gürsel mantenne la carica di Presidente della Repubblica.
Il 12 marzo 1971, i capi delle forze armate, guidati dal generale Faruk Gürler, presentarono un memorandum al Presidente Cevdet Sunay in cui si esigeva l'istituzione di un "governo forte e credibile ". Il leader dell'esercito mise in guardia i funzionari civili che le forze armate sarebbero state obbligate nuovamente ad assumere l'amministrazione dello Stato se il governo non avesse messo in atto le riforme economiche e sociali (compresa la riforma agraria) necessarie per frenare la violenza. Süleyman Demirel si dimise il giorno stesso. Questo avvenimento fu chiamato il Colpo di Stato del memorandum. 
Dopo la consultazione con Gürler e gli altri capi delle forze armate, Sunay chiese a Nihat Erim, un professore universitario e centrista del Partito Popolare Repubblicano, di formare un governo di "unità nazionale, al di sopra delle parti" che attirasse il sostegno dei principali partiti. Erim guidò il primo di una serie di deboli gabinetti che governarono la Turchia fino alle elezioni dell'ottobre 1973.
Una sessione congiunta della Grande Assemblea Nazionale fu convocata nel marzo 1973 per eleggere un successore al Presidente Cevdet Sunay. Molti osservatori avevano ipotizzato che il generale Gürler, la cui candidatura godeva dell'aperto sostegno delle forze armate, sarebbe stato eletto senza una seria opposizione, ma Demirel era determinato a resistere a ciò che egli considerava una imposizione dei militari. Il Partito della Giustizia nominò Tekin Ariburun, presidente del Senato, per opporsi a Gürler. Dopo sette scrutini, Gürler e Ariburun si ritirarono. Quando giunse al suo termine il mandato di Sunay, il 28 marzo Ariburun, nella sua veste di presidente del Senato, divenne presidente della Repubblica. Il 6 aprile, deputati e senatori della Grande Assemblea Nazionale elessero presidente Fahri Korutürk al quindicesimo scrutinio. Il nuovo presidente, settantenne, ammiraglio in pensione che aveva servito come membro indipendente del Senato dal 1968, aveva un legame diretto con Atatürk, il quale - in base alla "Legge dei cognomi" - gli aveva conferito il cognome di Korutürk: "Proteggere i turchi"
Alle elezioni del 1973, il Partito Popolare Repubblicano guadagnò oltre un milione di voti, promettendo la ridistribuzione della ricchezza attraverso un'equa tassazione e adeguati servizi sociali, lo sviluppo rurale, la riforma fondiaria, la continuazione della direzione della attività economica da parte dello Stato e una generale amnistia per i prigionieri politici detenuti sotto la legge marziale. Tuttavia, avendo soltanto 185 seggi, il partito non riuscì ad ottenere una maggioranza in seno alla Grande Assemblea Nazionale. Il Partito della Giustizia, che vide la sua quota di voti in calo del 30%, mantenne solo 149 seggi. Un ampio segmento della sua ala destra fu conquistato dal Partito della Salvezza Nazionale e dal Partito Democratico, che ottennero rispettivamente 48 e 45 seggi. Il Partito Repubblicano della Fiducia, nato dalla fusione di gruppi centristi che si erano precedentemente staccati dal Partito Popolare Repubblicano, ebbero tredici seggi. Il Partito del Movimento Nazionalista ottenne solo tre seggi.
La conseguenza più importante delle elezioni del 1973 fu che il Partito Democratico e il Partito della Salvezza Nazionale mantennero il potere nel parlamento, e divenne improbabile che qualsiasi coalizione di governo potesse essere formata senza la partecipazione di uno di essi o di entrambi. I politici del Partito Democratico risentivano fortemente dell'ingerenza dei militari. Il Partito della Salvezza Nazionale era guidato da Necmettin Erbakan, che era stato il leader del Partito dell'Ordine Nazionale, sciolto dall Corte costituzionale. L'asse portante della politica del Partito della Salvezza Nazionale era il ripristino della Shari'a in Turchia. Il partito ottenne anche un miglioramento delle relazioni con altri paesi musulmani ma assai meno da parte del Blocco occidentale, mantenendo un accentuato impegno anticomunista. Il Partito della Salvezza Nazionale sostenne tra l'altro l'elezione diretta del Presidente della Repubblica e il rafforzamento dell'autorità esecutiva. Infine si oppose alla politica economica liberista favorita dal Partito della Giustizia, pur sostenendo il diritto alla proprietà privata, in linea d'altronde coi principi islamici riguardo l'iniziativa e la proprietà privata.
Nel gennaio 1974, Bülent Ecevit, il leader del Partito Popolare Repubblicano, raggiunse un accordo con Erbakan, il capo del partito islamista, per la partecipazione a un governo di coalizione in cui Erbakan sarebbe stato il vice Primo ministro di Ecevit. Nel mese di settembre il Partito della Salvezza Nazionale fu allontanato dalla coalizione. Ecevit rimase Primo ministro, a capo di un altro gabinetto, mentre Fahri Korutürk invano cercò di stimolare l'interesse di Demirel ad aderire con il Partito Popolare Repubblicano a un governo di unità nazionale. Nel mese di novembre, Korutürk convinse però Sadi Irmak, un anziano senatore indipendente, a presiedere un governo senza partiti e a preparare il paese per rapide elezioni generali. Il fallimento di Irmak nell'ottenere un voto parlamentare di fiducia creò una crisi parlamentare che lasciò la Turchia senza un governo stabile basato su una maggioranza parlamentare per più di un anno, durante il quale le condizioni economiche continuarono a deteriorarsi, provocando disordini in tutto il paese. Nel luglio del 1974, la Turchia procedette all'invasione di Cipro.
Verso la fine del 1974, quattro dei cinque partiti di destra nella Grande Assemblea nazionale - Partito della Giustizia, Partito della Salvezza Nazionale, Partito del Movimento Nazionalista e Partito Repubblicano della Fiducia - formarono un blocco di opposizione, chiamato Fronte Nazionale. Nel marzo 1975, il Fronte Nazionale unì partiti di minoranza in un governo di coalizione sotto Demirel. Nonostante la sua inefficacia, la coalizione del Fronte Nazionale riuscì a resistere per due anni, mantenendo una flebile maggioranza parlamentare grazie al sostegno degli indipendenti.

## Dagli anni '80 a oggi

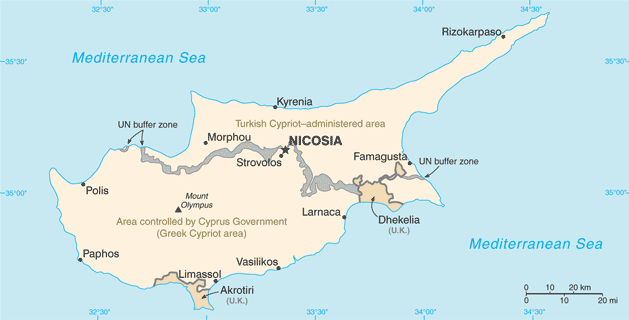
L'immagine mostra l'attuale divisione (tra Repubblica Turca di Cipro del Nord e Repubblica di Cipro) dell'Isola di Cipro

Verso la fine degli anni '70 la scena politica era sempre più frantumata e un lento sviluppo dell'economia portarono al crescere di violenze tra l'estrema destra ultranazionalista e l'estrema sinistra. Così nel 1980 un nuovo colpo di Stato del generale Kenan Evren riprese il controllo della situazione e nel giro di due anni il potere fu ridato nelle mani dei civili. Nel 1982 fu eletto presidente lo stesso Evren, posizione che ricoprì fino al 1989.
Il sistema politico fu governato allora dal partito unico di Turgut Özal, il Partito della Madrepatria, che combinò un programma di sviluppo economico insieme a valori tradizionali. Sotto la guida di Özal, l'economia conobbe un forte sviluppo convertendo città come Gaziantep in grossi centri industriali. D'altra parte, furono avviate delle riforme amministrative contro il terrorismo che portarono all'instaurazione dello stato di emergenza nel 1983 e alla creazione nel 1985 delle guardie di villaggio, milizie locali paramilitari incaricate di combattere il Partito dei Lavoratori del Kurdistan, gruppo indipendentista curdo. Dal luglio 1987, il sud-est del paese fu dichiarato zona di emergenza, condizione che si è protratta fino al 2002.
Agli inizi degli anni '90 ritornò l'instabilità politica. Le elezioni del 1995 portarono a una coalizione di breve durata tra il Partito della Madrepatria di Mesut Yılmaz e il Partito Democratico di Tansu Çiller. Nel 1996, Necmettin Erbakan diventò Primo ministro, sostenuto dall'alleanza del suo Partito del Benessere con il Partito Democratico. Nel 1997, i militari criticarono il sostegno del governo a politiche religiose settarie e inviarono un memorandum al Primo ministro Erbakan, intimandogli di rassegnare le dimissioni. Il Partito del Benessere fu censurato e da esso nacque il Partito della Virtù. Il governo successivo fu formato dal Partito della Madrepatria.

### La Presidenza di Erdoğan
Le elezioni dell'ottobre 2002 portarono al potere il Partito per la Giustizia e lo Sviluppo, inaugurando un lungo regime di potere guidato dal suo leader Recep Tayyip Erdoğan che fu Primo ministro fino al 2014 e da quella data presidente della repubblica. Il partito di Erdoğan vinse la maggioranza anche nelle elezioni del 2007 e in quelle del 2011.
Nelle elezioni del giugno 2015, il Partito della Giustizia e dello Sviluppo perse per la prima volta la maggioranza assoluta con l'ingresso del Partito Democratico dei Popoli, e pertanto la possibilità di attuare riforme costituzionali per la trasformazione della Turchia in repubblica presidenziale, come caldeggiato da Erdoğan; dopo vani colloqui per la formazione di una coalizione di governo, la Turchia tornò alle urne nel novembre del 2015, dove il Partito della Giustizia e dello Sviluppo tornò ad avere la maggioranza assoluta.
Il sistema della soglia di sbarramento (al 10%, considerata da molti osservatori molto alta) e di conseguenza le libertà concesse ai ministeri portarono nel 2013 alle proteste del parco di Gezi, che portarono a violenti scontri tra polizia e civili manifestanti in merito alla decisione governativa di abbattere il parco di Gezi. Il governo censurò molti social network.
Nella serata del 15 luglio 2016, alcuni reparti delle forze armate turche tentarono un colpo di Stato per rovesciare il governo: vennero occupati dai militari i maggiori centri urbani, carri armati stazionarono ad Ankara e Istanbul. Il golpe tuttavia fallì nel giro di pochissime ore. Erdoğan - che alcune fonti di stampa affermarono essere in fuga sull'aereo presidenziale - intervenne tramite videoconferenza in una trasmissione televisiva della CNN Türk, incitando il popolo a resistere e a scendere in piazza. All'incirca quattro ore più tardi, poco prima dell'alba, la situazione era ormai risolta, con tutte le agenzie di stampa che annunciarono il fallimento del colpo di Stato e il rientro del presidente Erdoğan all'aeroporto di Istanbul. Il ministro degli Interni nei giorni seguenti fece arrestare circa 12.000 persone, tra militari, poliziotti, giornalisti, magistrati e dipendenti pubblici sospettati in maggioranza di simpatie güleniste, minacciando di punire duramente (anche con la pena di morte, eventualmente da reintrodurre da parte del Parlamento) coloro che avevano partecipato al golpe.

## Cronologia
- 1920 Fondata la Grande Assemblea Nazionale Turca, Mustafa Kemal è il Presidente
- 1922 1º novembre - Abolizione del Sultanato
- 1923 24 luglio - Firma del Trattato di Losanna. 29 ottobre - È proclamata la Repubblica di Turchia e la capitale è fissata ad Ankara
- 1924 3 marzo - Abolizione del Califfato. 20 aprile - Adottata la nuova costituzione. Chiuse le scuole religiose tradizionali
- 1925 Abolita la confraternita dei dervisci. 25 novembre - Una legge vieta il velo islamico.
- 1927 Primo censimento sistematico
- 1934 Diritto di voto per le donne
- 1938 Morte di Mustafa Kemal
- 1945 Dichiarazione di guerra alla Germania ed entrata nell'ONU
- 1952 Entrata nella NATO
- 1960 27 maggio: colpo di Stato militare
- 1974 la Turchia invade Cipro in risposta al colpo di Stato organizzato dalla Grecia sull'isola
- 1980 12 settembre: colpo di Stato militare
- 1983 6 novembre: dopo l'instaurazione della nuova Costituzione redatta nel 1982, il regime militare si scioglie; Turgut Özal diviene nuovo Primo ministro
- 1996 Unione doganale coi paesi dell'UE
- 2002 l'AKP di Recep Tayyip Erdoğan vince le elezioni parlamentari
- 2016 Fallito colpo di Stato militare